# Vieillissement de la Corée du Sud

Pyramide des âges de la Corée du Sud, 2020 à 2100

Pyramide des âges de la Corée du Sud, 1960-2020

En Corée du Sud, le vieillissement fait référence à une augmentation de la proportion de personnes âgées par rapport à la population totale. Le terme « personnes âgées » inclut les personnes de 65 ans ou plus. Quant à lui, le terme « population vieillissante » fait référence à la proportion croissante de personnes âgées dans l'ensemble de la population.
Le vieillissement est souvent causé par l’amélioration spectaculaire du niveau de vie résultant du développement de la science et de la médecine, augmentant ainsi l’espérance de vie moyenne ; cependant, le vieillissement est également fortement affecté par la baisse du taux de natalité, phénomène que subit la Corée du Sud depuis plusieurs années. En 2050, la Corée du Sud deviendra le pays avec la population la plus âgée du monde, avec 39,4% de sa population totale de 65 ans ou plus soit environ 18 millions d'habitants. En 2067, soit seulement 17 ans plus tard, la proportion de personnes âgées de 65 ans ou plus devrait atteidre un taux sans précédent de 46,5%, soit un peu plus de 17,3 millions de seniors. Cette même année, la population en âge de travailler devrait devenir inférieure à la population senior.
La baisse du taux de fécondité en Corée du Sud est devenue un problème majeur dans le pays ; le taux de natalité en Corée du Sud ne cesse de diminuer depuis 1960. En effet, après le baby-boom des années 1950, la population a considérablement augmenté et le gouvernement sud-coréen a mis en œuvre une politique antinataliste dans les années 1960. Ce programme gouvernemental exigeait que les centres de santé sud-coréens proposent une consultation de planification familiale en introduisant au public des méthodes de contraception traditionnelles, notamment les dispositifs intra-utérins (DIU), les vasectomies et les préservatifs. Parallèlement à cette politique et à cette croissance économique, le taux de fécondité a diminué du fait que davantage de femmes mariées recherchaient la richesse et un niveau de vie plus élevé plutôt que d'élever des enfants. Après la crise économique de 1997, le taux de fécondité a brutalement chuté. À la suite de cette crise économique, les jeunes ont eu moins de sécurité économique et professionnelle, ce qui a conduit de nombreux jeunes hommes et femmes à retarder leur mariage. En 2021, cela a culminé lorsque la Corée du Sud a connu un déclin naturel de sa population, pour la première fois dans l’histoire. Les analystes affirment que les faibles taux de natalité actuels de la Corée du Sud sont causés par les fortes inégalités économiques du pays ; y compris le coût de la vie élevé, les bas salaires pour un pays membre de l'OCDE, le manque d'opportunités d'emploi, ainsi que l'inabordabilité croissante du logement.

Population de la Corée du Sud, taux de fécondité et taux net de reproduction, 2022

Le vieillissement est un problème majeur en Corée du Sud. Selon les prévisions démographiques mondiales et coréennes publiées par l'Office national des statistiques, la population sud-coréenne âgée de 65 ans ou plus atteindra 37,0 % en 2045, dépassant les 36,7 % du Japon, devenant ainsi la population la plus âgée du monde. Le rapport est basé sur une analyse comparative des Perspectives de la population mondiale de l'ONU pour 201 pays et de l'estimation spéciale de l'Office national des statistiques sur la population future entre 1967 et 2017.
La proportion de personnes âgées en Corée du Sud devrait croître à un rythme effrené, le plus rapide au monde, passant de 14,9 % en 2019 à 46,5 % en 2067. Par conséquent, cela entraînera une forte diminution de la population de la Corée du Sud au cours des prochaines décennies, pour atteindre environ 24 millions d'habitants d'ici 2100, contre 51 millions en 2022. En 2020, la Corée du Sud a  enregistré plus de décès que de naissances, entraînant pour la première fois depuis la première fois de son histoire un déclin démographique.

## Fertilité

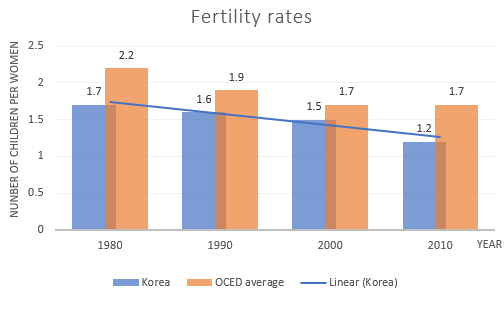
Taux de fécondité en Corée et moyenne de l'OCDE, 1980 à 2010

L'indice synthétique de fécondité dans les pays de l'OCDE, 2023

| Date | Taux de fertilité |
| ---- | ----------------- |
| 2002 | 1.178             |
| 2003 | 1.191             |
| 2004 | 1.164             |
| 2005 | 1,085             |
| 2006 | 1.132             |
| 2007 | 1.259             |
| 2008 | 1.192             |
| 2009 | 1.149             |
| 2010 | 1.226             |
| 2011 | 1.244             |
| 2012 | 1.297             |
| 2013 | 1.187             |
| 2014 | 1.205             |
| 2015 | 1.239             |
| 2016 | 1.172             |
| 2017 | 1.052             |
| 2018 | 0,977             |
| 2019 | 0,918             |
| 2020 | 0,837             |
| 2021 | 0,808             |
| 2022 | 0,778             |

## Voir également
- Mouvement 4B
- Vieillissement du Japon
- Vieillissement de l'Europe
- Vieillissement démographique